# Frédéric Henriet
Charles Frédéric Henriet, né le 6 septembre 1826 à Château-Thierry où il est mort le 24 avril 1918, est un journaliste, critique d'art, peintre et graveur français.

## Biographie
Frédéric Henriet est le fils de François Joseph Henriet, marchand épicier, et d'Angélique Geisler.
Après l'obtention du baccalauréat, il part à Paris pour l'école de Droit.
Il écrit pour divers journaux parisien tel Le Journal de la Cour, Le Tintamarre, L'Illustration...
En 1852, il obtient le poste de sous-inspecteur aux expositions des ouvrages des artistes vivants.
En juin 1853, il épouse Marie Henriet.
En 1854, il est nommé secrétaire des musées impériaux.
Poussé par Charles-François Daubigny, il se lance dans la peinture.

## Publications
- Un chapitre de l'histoire de Château-Thierry: La rue Jean La Fontaine (1916)
- Le Paysagiste aux champs, impressions et souvenirs (1913)
- Coincy à travers le passé (1913) illustrations
- La Statue de Racine enfant, à la Ferté-Milon (1910)
- Un chapitre de l'histoire de Château-Thierry, la rue du Château (1910)
- Le Dr Corlieu, sa vie et ses œuvres (1907)
- Étienne Moreau-Nélaton (1907)
- Le Colonel de Juniac (1906)
- Les eaux-fortes de Léon Lhermitte (1905)
- Victor Cesson (1903)
- Louis Pille (1901)
- Adolphe Varin (1898)
- Henri Pille (1898)
- Montmort (1898)
- De Reims à Paris par la Ferté-Milon (1896)
- Le Trésor de l'Hôtel-Dieu de Château-Thierry (1896)
- La Statue de Racine à La Ferté-Milon, essai sur les statues à l'antique, texte et dessins (1893)
- Le Comte de Nieuwerkerke (1893)
- Monographie du spectateur au théâtre (1892)
- Le Vieux chemin de Méry (1887)
- Notice sur la vie et les œuvres du graveur Amédée Varin (1884)
- Peintres contemporains. Eugène Villain (1882)
- Jean Desbrosses (1881)
- C. Daubigny et son œuvre gravé (1875)
- La vie et l'œuvre de Chintreuil (1874)
- Un peintre rouennais, Frédéric Legrip, sa vie et ses ouvrages (1872)
- Le paysagiste aux champs, croquis d'après nature (1866)
- Esquisse biographique, Chintreuil (1858)
- Œillades et sourires (1856)
- Coup-d'œil sur le Salon de 1853 (1853)
- Les campagnes d'un paysagiste (1891)